# Nicolás Ruiz Espadero
Nicolás Ruiz Espadero, né le 15 février 1832 à La Havane – mort le 30 août 1890 dans la même ville, est un compositeur et pianiste cubain.

## Discographie
Cecilio Tieles, piano : Espadero - Obras para piano, EGREM CD 0787 (2006)
- La Reina de Chipre, contredanse (1859) 1.34
- La Erminia, contredanse (1858) 1.27
- Un Chubasco a Tiempo, contredanse (1859). 1.34
- La Rosalía Bustamante. Contradanza (1859). 1.34
- Balada op. 20 (1869) 8.08
- Scherzo, op. 58 (1875) 8.04
- 2da Balada, op. 57 (1874) 13.19
- Barcarola, op. 18 (1867) 7.57
- La Sacerdotisa, contredanse (1859). 1.41